# مینا وحید
مینا وحید (زادهٔ ۱۷ مرداد ۱۳۶۶) بازیگر اهل ایران است. او حرفه‌اش را در ۱۳۸۶ با فیلم آتش سبز آغاز کرد و در آثار مختلف سینما، تلویزیون و تئاتر ظاهر شده است. از نقش‌های برجسته‌اش می‌توان به دوران عاشقی (۱۳۹۳) و یک شب در تهران (۱۳۹۸) اشاره کرد. دو تئاتری که وی در آنها ایفای نقش کرده است کلاغ از خوشحالی در پوست خود نمی‌گنجشک و دزدان شماره ۴۳ هستند.

## زندگی
مینا وحید در ۱۷ مرداد ۱۳۶۶ در رشت زاده شد. او با فیلم آتش سبز به کارگردانی محمدرضا اصلانی به دنیای سینما و بازیگری وارد شد، اگرچه آوازهٔ او در سینما با فیلم دوران عاشقی به کارگردانی علیرضا رئیسیان رقم خورد؛ فیلمی که کاندیدای ده سیمرغ بلورین از جشنواره فجر شد. دو تئاتری که وی در آن‌ها ایفای نقش کرده است «کلاغ از خوشحالی در پوست خود نمی‌گنجشک» و «دزدان شماره ۴۳» هستند. او در مجموعه تلویزیونی شهرزاد هم بازی کرده است. دیگر نقش‌های وحید در فیلم‌هایی مثل کفشهایم کو؟ ساختهٔ کیومرث پوراحمد و هایلایت شکل گرفت.

## فیلم‌شناسی

### سینما
| سال  | نام فیلم                  | نقش   | کارگردان        |
| ---- | ------------------------- | ----- | --------------- |
| ۱۴۰۲ | بی‌بدن                     | مونا  | مرتضی علیزاده   |
| ۱۴۰۰ | قتل توجیه پذیر            |       | ابراهیم رهنما   |
| ۱۴۰۰ | آقای گل                   |       | بیژن شیرمرز     |
| ۱۴۰۰ | کودتا                     |       | مجید تربتی فرد  |
| ۱۳۹۹ | رؤیای کاغذی.              |       | علی عطشانی      |
| ۱۳۹۸ | آن دیگری                  |       | امیر توکلی      |
| ۱۳۹۸ | بعد از تو(یک شب در تهران) | لیلا  | فرهاد نجفی      |
| ۱۳۹۸ | کرمچاله                   |       | وحید داوودی     |
| ۱۳۹۶ | هایلایت                   |       | اصغر نعیمی      |
| ۱۳۹۴ | کفشهایم کو؟               | بیتا  | کیومرث پوراحمد  |
| ۱۳۹۳ | دوران عاشقی               | میترا | علیرضا رئیسیان  |
| ۱۳۹۲ | حنا                       |       | افشین صادقی     |
| ۱۳۹۰ | گیرنده                    |       | مهرداد غفارزاده |
| ۱۳۹۰ | ساعت به وقت صفر           |       | احمد معظمی      |
| ۱۳۸۶ | آتش سبز                   |       | محمدرضا اصلانی  |

### تلویزیون
| سال  | نام مجموعه تلویزیونی | نقش    | کارگردان          |
| ---- | -------------------- | ------ | ----------------- |
| ۱۴۰۳ | هشت پا               | شیمیست | احمد معظمی        |
| ۱۴۰۰ | برف بی صدا می‌بارد    | نرگس   | پوریا آذربایجانی  |
| ۱۴۰۰ | افرا                 | مهتاب  | بهرنگ توفیقی      |
| ۱۳۹۷ | بانوی عمارت          | جواهر  | عزیزالله حمیدنژاد |
| ۱۳۹۱ | دختران حوا           | سودا   | حسین سهیلی‌زاده    |

### شبکه خانگی
| سال  | نام          | نقش  | کارگردان    |
| ---- | ------------ | ---- | ----------- |
| ۱۴۰۰ | ساخت ایران ۳ | مهسا | بهمن گودرزی |
| ۱۴۰۰ | جزیره        | گلرخ | سیروس مقدم  |
| ۱۳۹۴ | شهرزاد ۱     | مریم | حسن فتحی    |

### تئاتر
- کلاغ از خوشحالی در پوست خود نمی‌گنجشک
- دزدان شماره ۴۳